# Джуліано Фінеллі
Джуліано Фінеллі (італ. Giuliano Finelli 1601—1653) — італійський скульптор доби бароко, працював в римській майстерні Лоренцо Берніні.

## Життєпис
Народився в місті Каррара. Походив з родини ремісників-каменярів. Художню освіту почав здобувати в майстерні місцевого майстра Мікеланджело Накьєріно.
Перебрався до Риму, де працював помічником у великій майстерні Лоренцо Берніні. Був витіснений з майстерні Лоренцо Берніні більш активними конкурентами 1629 року. Деякий час мав випадкові замовлення, котрі отримував за посередництва римського художника П'єтро да Кортона.
Техніка виконання скульптур у Фінеллі була досить високою й лише трохи відставала в бравурності й динамізмі від творів Берніні, котрі той виконував з допомогою декількох майстрів-помічників.
Джуліано Фінеллі, аби зменшити конкурентну напругу, від котрої потерпав в Римі, перебрався у Неаполь разом із власним учнем і племінником Доменіко Гвіді. В Неаполі мав замовлення й виконав декілька портретів та релігійних скульптур для катедрального собору. Конкурентом в Неаполі для нього був місцевий скульптор Козімо Фанцаго (1591—1678), який проявив себе в Неаполі насамперед як архітектор.
Джуліано Фінеллі мав у Неаполі власну майстерню, де помічниками працювали племінник Доменіко Гвіді, Ерколе Феррата та, можливо, Г.Менкалья.
В останні місяці життя перебував у Римі, де й помер 16 серпня 1653 року. Похований у римській церкві св. Луки.

## Вибрані твори
- «Кардинал Шипіоне Боргезе», погруддя, 1632, Музей мистецтва Метрополітен, Нью-Йорк
- "Антоніо Санторіо ", погруддя, 1634, базиліка Сан Лоренцо ін Латерано, Рим.
- «Марія Капраніка», погруддя, 1637
- «Марія Барберіні», погруддя, 1626, Лувр, Париж
- "Оттавіано Бандіні ", погруддя
- «Орацио Спада», погруддя, Палаццо Спала, Рим
- «Св. Фіррао»
- «Емануель де Фонсека і Суньїга», віце-король Неаполя[1]
- «Граф Монтеррей»
- "Леонора де Гузман ", дружина графа Монтеррей[1]

## Галерея вибраних творів

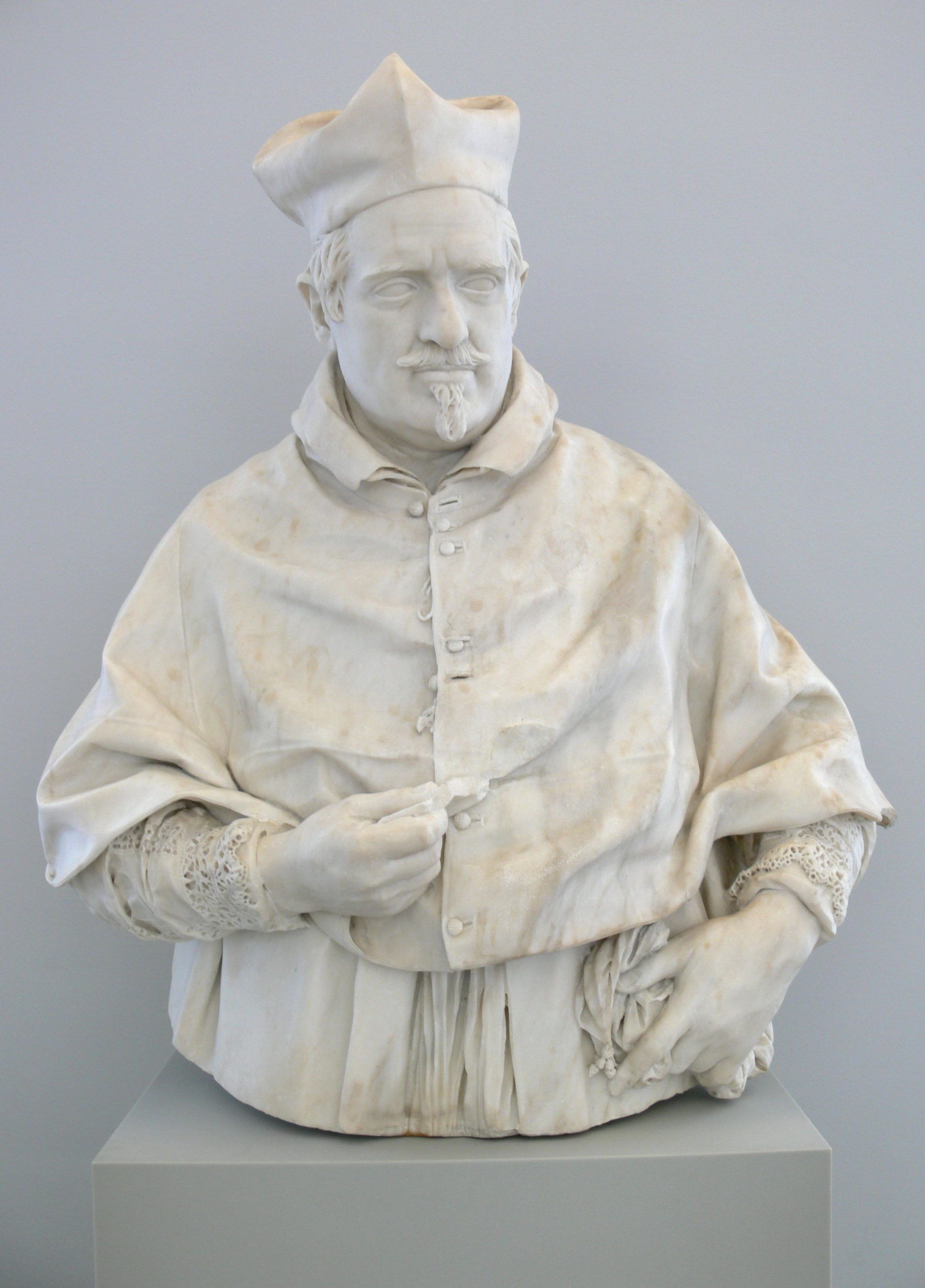
Д. Фінеллі. «Кардинал Монтальто», Боде музей, Берлін.
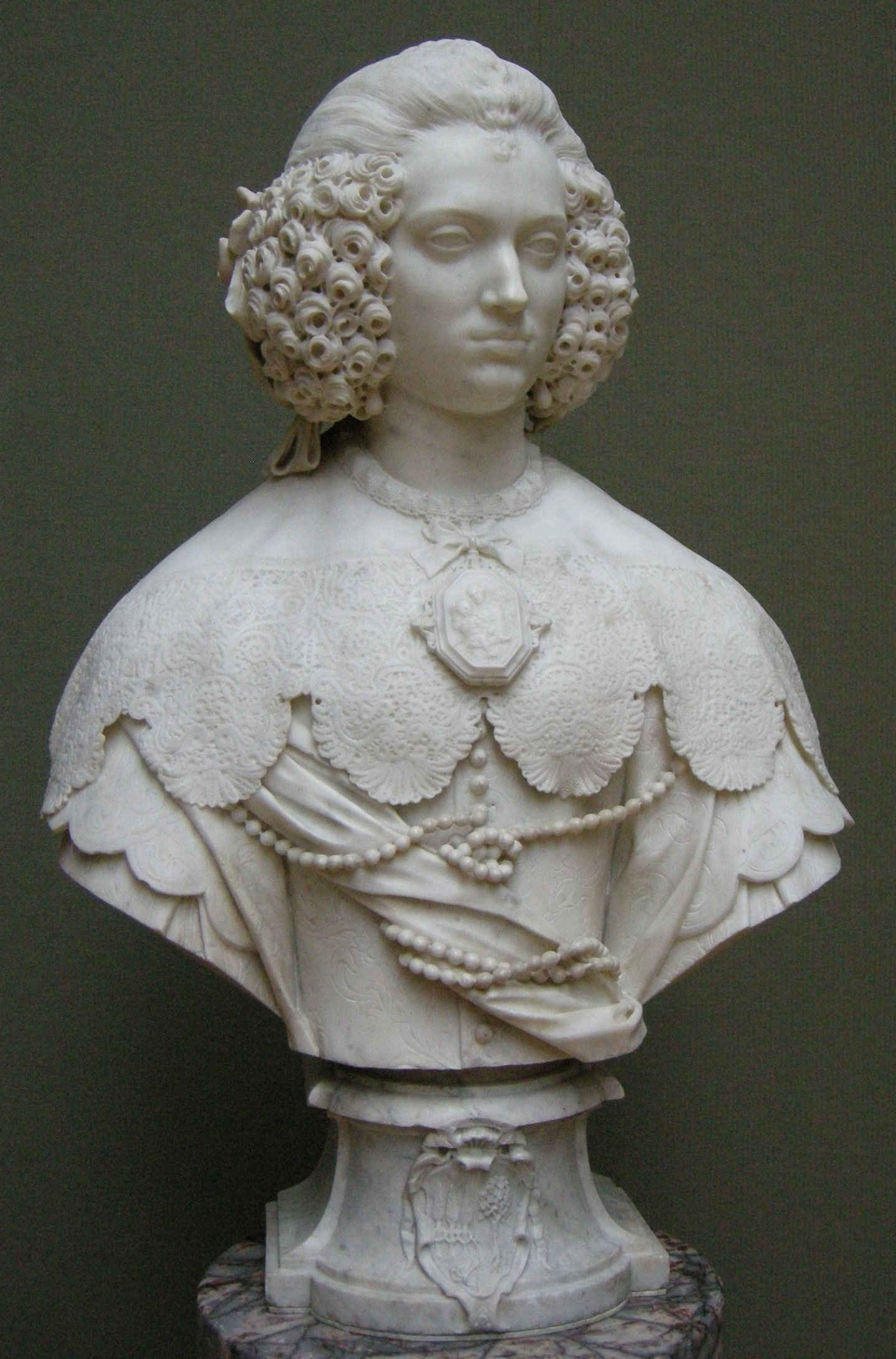
«Марія Капраніка», 1637, Музей Гетті, Каліфорнія
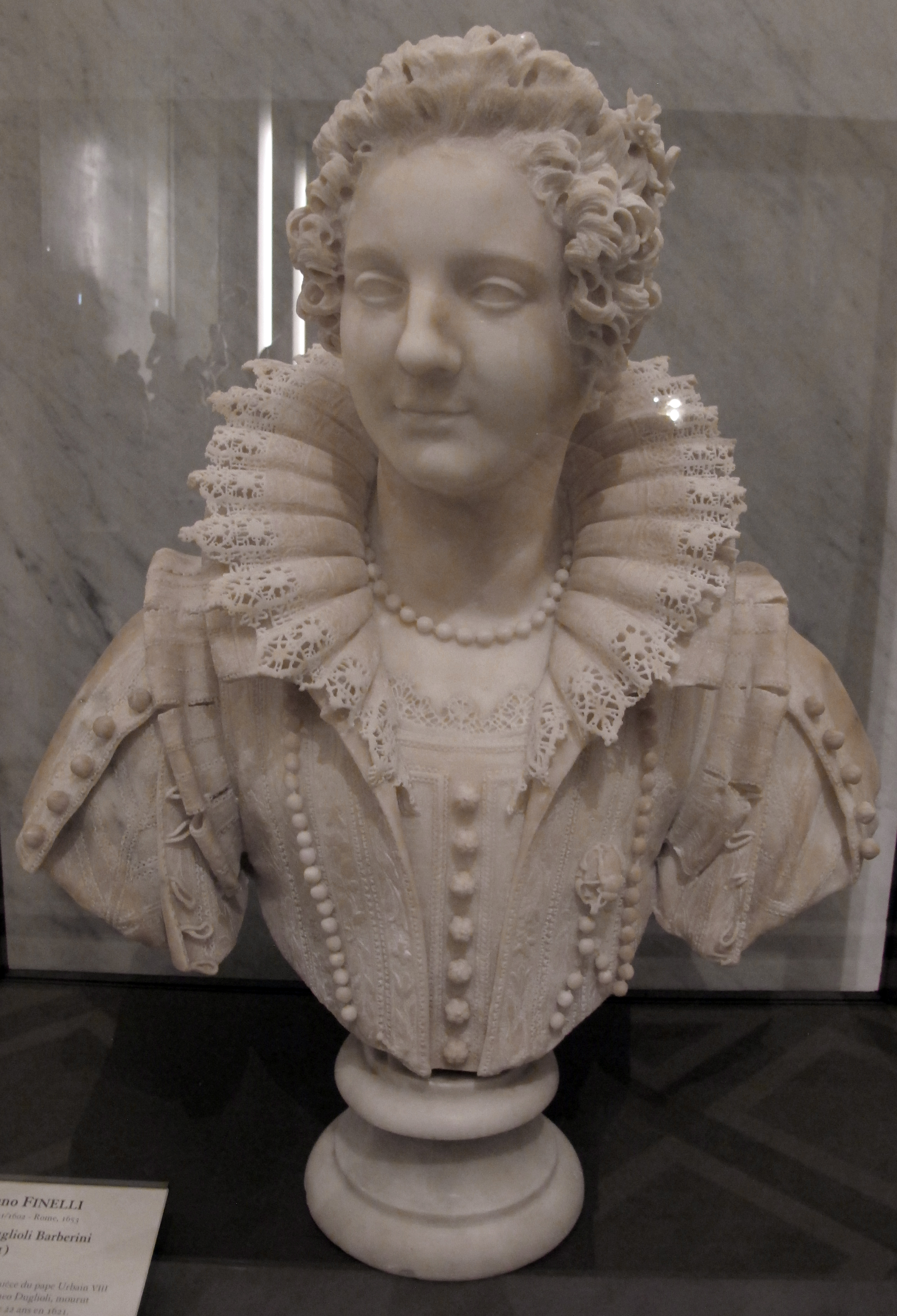
«Марія Барберіні», 1626, Лувр, Париж
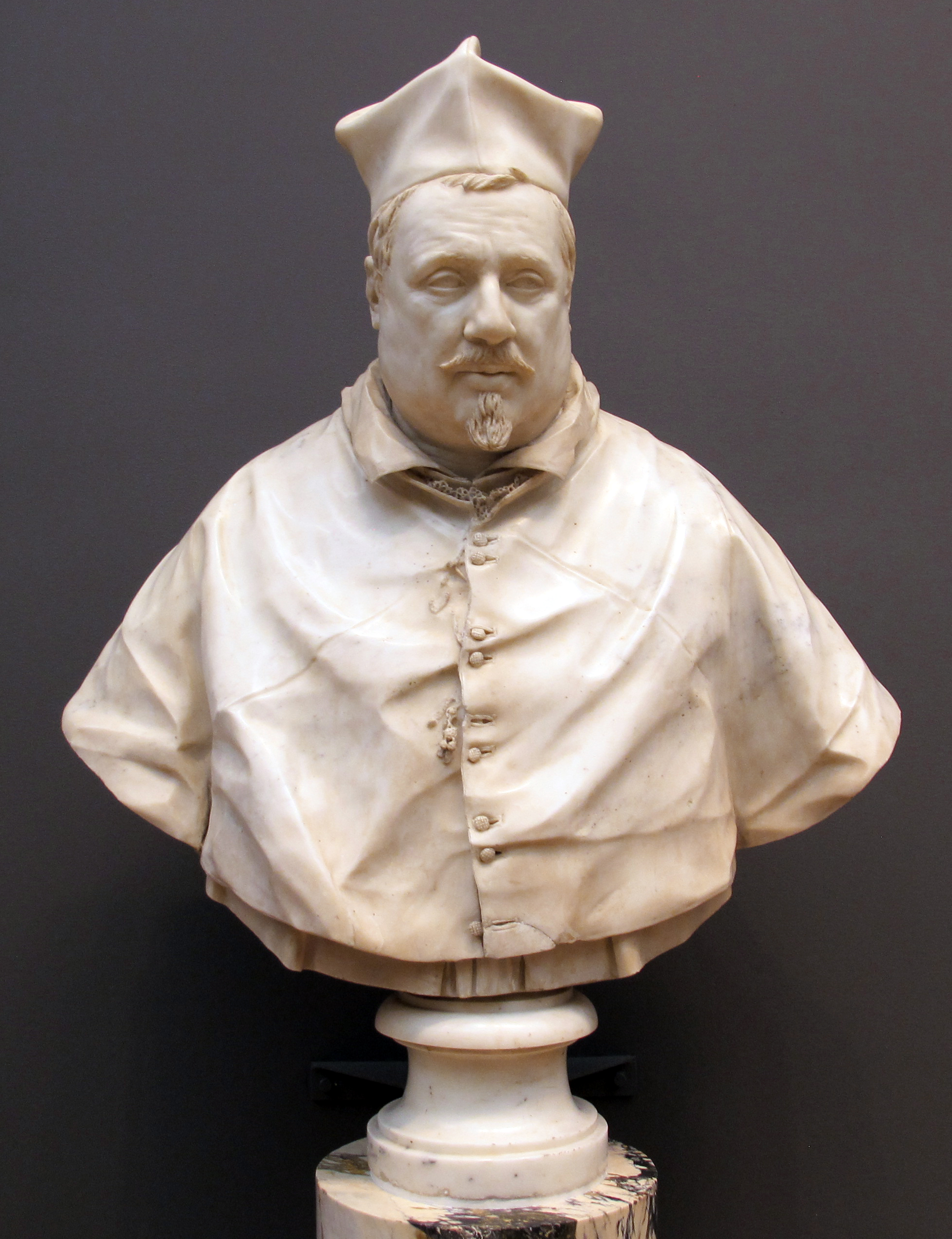
«Кардинал Шипіоне Боргезе», 1632, Музей мистецтва Метрополітен, Нью-Йорк.